# Scherrie Payne
Scherrie Ann Payne, född 4 november 1944 i Detroit, är en amerikansk sångerska. Hon är yngre syster till Freda Payne, som är sångerska och skådespelerska. Scherrie Payne var vokalist i The Supremes från 1973 till 1977, efter att Jean Terrell lämnat gruppen under hösten 1973. På grund av hennes starka röst och att hon var så kort, knappt 1,60 m, kallades hon ibland "den lilla damen med den stora rösten".

## Diskografi (urval)

### Album
Med The Glass House
- 1971 – Inside the Glass House (Invictus)
- 1972 – Thanks, I Needed That (Invictus)

Med The Supremes
- 1975 – The Supremes (Motown)
- 1976 – High Energy (Motown)
- 1976 – Mary, Scherrie & Susaye (Motown)

Med Former Ladies of the Supremes (FLOS)
- 1994 – Supreme Voices (Altair)
- 1995 – Supremely Yours (Reflections)

Solo
- 1979 – Partners (med Susaye Greene) (Motown)
- 1987 – Incredible (Superstar International)
- 2016 – Vintage Scherrie Vol I: Remember Who You Are (Altair)